# Abilene (regione storica)
L'Abilene fu un'antica regione storica del confine siriaco-palestinese, che prendeva una piccola parte dei territori corrispondenti all'attuale Siria meridionale ed Israele settentrionale. Si presume che il nome Abilene sia il nome greco di Basan e di Aram-Zoba. 

## Storia

### L'Abilene nell'Antico Testamento
La parte meridionale dell'Abilene è menzionata nella Bibbia con il nome di Basan. La regione era conosciuta agli Israeliti come una terra fertile e ricca di pascoli (come al Galaad o Galaadite). Questa era soggetta al re Og, che tuttavia fu sconfitto dagli Israeliti, e da allora la regione appartenne alla tribù di Manasse. La parte settentrionale dell'Abilene apparteneva agli Aramei, ma fu conquistata da Davide. Al tempo di Salomone la zona si chiamava Aram-Zoba ed aveva come capitale Damasco. Al tempo della divisione dei regni ebraici, la regione era soggetta al regno di Israele, ma fu sopraffatta dagli Assiri. Al tempo dei Maccabei era incorporata nel Galaad, e lo stesso Giuda Maccabeo vi fece delle spedizioni.

### L'Abilene nel Nuovo Testamento
La Palestina venne occupata da Pompeo nel 63 a.C. assieme alla Siria e di conseguenza l'Abilene fu assoggettata a Roma. In età augustea la regione - assieme alla Palestina - era soggetta al legatus di Siria. La piccola regione fu poi incorporata nel regno di Erode il Grande assieme all'Iturea, e alla sua morte (nel 4 a.C.), fu affidata al tetrarca Erode Filippo. Durante l'occupazione romana la regione era più grande rispetto a quella dell'Antico Testamento.